# C.S. Lewis
Clive Staples Lewis (Belfast, 29 november 1898 – Oxford, 22 november 1963) was een in Ierland geboren Brits schrijver, hoogleraar, letterkundige en christelijk apologeet.

## Inleiding
Lewis, door intimi ook wel Jack Lewis genoemd, werd vooral bekend door zijn door het christendom geïnspireerde boeken, zowel fictie als apologetische en filosofische verhandelingen. Een van zijn bekendste werken is The Screwtape Letters (Nederlandse titel: Brieven uit de Hel) uit 1942, waarin hij op originele wijze christenen tracht te waarschuwen voor het geloofsondermijnende werk van de duivel. Toch is Lewis nog meer bekend gebleven om zijn kinderboeken over het magische land Narnia, waar hij overigens dezelfde boodschap in heeft verwerkt. Deze boeken zijn in Engelstalige landen algemeen bekend en worden, mede door de diverse verfilmingen ervan, tegenwoordig ook veel in anderstalige landen gelezen.

## Biografie

### Jeugd
Lewis werd geboren in het noorden van Brits Ierland en stond ook te boek als Ier maar zijn voorouders kwamen uit Wales. Zijn vader was de eerste van de familie die kon gaan studeren en was advocaat. Zijn moeder was een dochter van een anglicaanse dominee. Gedurende zijn jeugd las Lewis veel en samen met zijn drie jaar oudere broer Warren Hamilton (Warnie) schreef hij op jonge leeftijd al verschillende fantasieverhalen met zelfgemaakte illustraties. Als kind vond hij zijn naam niet mooi en al gauw noemde hij zichzelf Jackie. Warnie en de rest van Clives vrienden hebben hem daarna altijd zo genoemd. Hij had een gelukkige jeugd totdat zijn moeder stierf aan kanker. Een maand later moest hij naar een kostschool (Wynyard School) in Engeland. Hij was toen tien jaar oud. In zijn autobiografie Surprised by Joy (1955) schrijft hij over het liefdeloze en intellectueel afstompende milieu op deze scholen. In The silver chair (1953, een van de zeven delen van De kronieken van Narnia) verwijst hij onverholen naar deze episode uit zijn leven.

### Studietijd en oorlog
In september 1914, toen de Eerste Wereldoorlog juist begonnen was, nam hij zijn intrek bij een privéleraar, William T. Kirkpatrick. Hier had hij het zeer goed naar zijn zin. Onder leiding van Kirkpatrick bereidde hij zich voor op het vergelijkend examen waarmee hij in 1916 een beurs voor de Universiteit van Oxford ontving. Zijn studie aldaar begon met een lange onderbreking doordat hij in militaire dienst ging. Dit deed hij vrijwillig: de dienstplicht gold niet voor Ieren.
In Noord-Frankrijk, in de buurt van Arras, raakte hij in april 1918 gewond. Omdat hij niet meer kon vechten, mocht hij naar huis. Na de oorlog ging hij verder aan zijn studie in Oxford. Hij studeerde er cum laude af in de klassieke talen, de klassieke filosofie en de Engelse taal- en letterkunde. Daarna doceerde hij tot 1954 aan deze universiteit.

### Christelijk schrijver en leraar
Nadat hij na zijn gelukkige jeugd vervreemd was geraakt van het christendom, begon er toch een proces van religieuze heroriëntatie. Mede als gevolg van gesprekken met gelovige collega's als J.R.R. Tolkien en Hugo Dyson bekeerde hij zich tot het christendom. Dit proces beschreef hij later in Surprised by Joy (1955). Tolkien betreurde het dat zijn vriend zich niet zoals hij tot het katholieke geloof keerde, maar terugkeerde tot zijn anglicaanse wortels en daar in de High Church-factie zijn onderkomen vond. Evenwel zijn in zijn latere werken elementen aangetroffen die met het katholicisme worden verbonden, zoals het onderscheid tussen doodzonden en vergeeflijke zonden. In zijn apologetische geschriften probeerde Lewis het kiezen voor een bepaalde theologische richting te vermijden.
Evenals Tolkien en Dyson was Lewis in Oxford lid van de Inklings.
Hij was vanaf 1925 als fellow en tutor verbonden aan het Magdalen College te Oxford.
Zijn eerste boek, Spirits in Bondage (1919) was een gedichtenbundel en zijn tweede boek was een lang verhalend gedicht: Dymer (1926).
In 1938 verscheen van zijn hand een sciencefictionverhaal, Out of the Silent Planet, in 1943 gevolgd door Perelandra (ook uitgegeven onder de titel Voyage to Venus) en in 1945 door That Hideous Strength. Deze drie boeken werden samen uitgegeven onder de titel Space Trilogy, in het Nederlands Ruimte-trilogie of Ransom-trilogie, naar de hoofdpersoon van de eerste twee delen.

### Tweede Wereldoorlog
Voor het grote publiek werd hij pas bekend toen hij tijdens de Tweede Wereldoorlog een aantal filosofische en religieuze lezingen bij de BBC gaf. Uit de vele positieve reacties van luisteraars bleek dat Lewis in de moeilijke oorlogsjaren veel mensen een hart onder de riem stak. Een aantal van die lezingen werden later gebundeld onder de titel Mere Christianity (1952). In 1942 schreef hij zijn eerste publiekssucces, The Screwtape Letters (Brieven uit de hel), dat in het eerste jaar negen drukken had en een jaar later hetzelfde succes kende in de Verenigde Staten.

### Latere jaren en overlijden
In 1950 verscheen The Lion, the Witch and the Wardrobe, het (naar chronologie) tweede deel van de zeven Kronieken van Narnia, dat hij als eerste had geschreven. Deze kinderboeken zijn waarschijnlijk de meest verkochte, meest gelezen en meest vertaalde boeken van C.S. Lewis.
Hij werkte tot 1954 in Oxford. Toen werd hij aan de Universiteit van Cambridge benoemd op een speciaal voor hem ingestelde leerstoel voor de Engelse letterkunde van Middeleeuwen en Renaissance. Belangrijke wetenschappelijke publicaties zijn onder andere The allegory of love (1936), English litterature in the sixteenth century (excluding drama) (1954) en The discarded image. An introduction to medieval and renaissance litterature (postuum, 1964).
In 1956 trouwde hij met de Amerikaanse Joy Davidman Gresham, een gescheiden vrouw van Joodse afkomst en voormalig communiste, die zich onder invloed van Lewis’ boeken tot het christendom bekeerd had. Ze hadden van tevoren al een jarenlange briefwisseling onderhouden en ze ontmoetten elkaar pas vlak voor hun huwelijk. Zij was al ziek toen hij met haar trouwde en stierf vier jaar later aan kanker. Over de moeilijke periode hierna schreef Lewis zijn gedachten op. Deze notities gaf hij, onder het pseudoniem N.W. Clerk, als het boekje A grief observed (1961) uit, in Nederland uitgegeven als Verdriet, dood en geloof. Pas na zijn dood werd bekend dat hij er de schrijver van was. Het werk wordt nog veel gebruikt bij christelijke rouwverwerking.
C.S. Lewis stierf op dezelfde dag waarop de Amerikaanse president John F. Kennedy werd vermoord in Dallas, 22 november 1963. Op die dag stierf ook de Brits-Amerikaanse schrijver Aldous Huxley. De christelijke schrijver Peter Kreeft heeft het boek Between heaven and hell geschreven, over de hypothetische ontmoeting tussen deze drie beroemdheden na hun dood in een soort hiernamaals. Hierbij bediscussiëren zij de persoon van Christus. C.S. Lewis werd begraven op het kerkhof van de Holy Trinity Church in zijn woonplaats Headington, bij Oxford.
Walter Hooper (1931-2020), die Lewis in zijn laatste jaren als secretaris had bijgestaan, voorkwam na zijn dood dat veel aantekeningen, losse geschriften en onvoltooid werk zouden worden weggegooid. In de volgende periode redigeerde hij een aantal (her)uitgaven van Lewis' werk.

## Standpunten
Lewis bestreed het sciëntisme en het vooruitgangsgeloof, de filosofie die verwacht dat alle vragen en problemen door de natuurwetenschappen opgelost kunnen worden. Hij was geen expliciete jongeaardecreationist maar neigde meer naar een door God geleide evolutie (Theïstisch evolutionisme).

### Ruimte-trilogie
Deze boeken zijn in het Engels onder verschillende titels uitgegeven.
- 1938 – Malacandra, Out of the silent planet, Ver van de zwijgende planeet
- 1943 – Perelandra, Voyage to Venus, Reis naar Venus
- 1945 – Thulcandra, That hideous strength, De binnenste cirkel

### De Kronieken van Narnia
De Kronieken van Narnia schreef Lewis niet in de volgorde van het verhaal. Dit zijn de zeven boeken zoals ze later zijn ingedeeld:
- 1955 – The magician's nephew. Het neefje van de tovenaar
- 1950 – The lion, the witch and the wardrobe. De betoverde kleerkast. De leeuw en het land in de kleerkast. De leeuw, de heks en de kleerkast.
- 1954 – The horse and his boy. Het paard en de jongen.
- 1951 – Prince Caspian. Prins Caspian.
- 1952 – The voyage of the Dawn Treader. De reis van het drakenschip.
- 1953 – The silver chair. De zilveren stoel.
- 1956 – The last battle. Het laatste gevecht.

### Overige
- De kromme en de rechte weg (The Pilgrim's Regress, 1933; semi-autobiografische allegorie), ISBN 9051942850
- Het probleem van het lijden (The Problem of Pain, 1940), ISBN 9025947492
- Brieven uit de hel (The Screwtape letters, 1942), ISBN 9043505455
- De afschaffing van de mens (The Abolition of Man, 1943), ISBN 9043505285
- De grote scheiding (The Great Divorce, 1946), ISBN 9025947891
- Mijn leermeester (George Macdonald: An Anthology, 1946), ISBN 9789051944327
- Wonderen (Miracles, 1947), ISBN 9051941021
- Transpositie en andere toespraken (Transposition and other addresses, 1949), ISBN 9051941986, toespraken, waarin Lewis een aantal christelijke theologische thema's verduidelijkt voor wie in het dagelijks leven christen wil zijn.
- Onversneden christendom (Mere Christianity, 1952), ISBN 9043505242
- Verrast door vreugde (Surprised by Joy, 1955; autobiografie), ISBN 9051941803
- Het ware gelaat (Till We Have Faces, 1956; roman), ISBN 9051941587
- Gedachten over de Psalmen (Reflections on the Psalms, 1958), ISBN 9051942427
- De vier liefdes (The Four Loves, 1960), ISBN 9051940815
- Verdriet, dood en geloof (A Grief Observed, 1961, persoonlijke notities na het overlijden van zijn vrouw), ISBN 9051940289
- Brieven aan Malcolm over het gebed (Letters to Malcolm, 1964), ISBN 9051940238
- Varensporen en olifanten (Christian Reflections, 1967; essays), ISBN 9043513164
- Brieven aan Mary Willis (Letters to an American Lady, 1967), ISBN 9024261791
- Koppige overtuiging (essays uit de bundels Screwtape Proposes a Toast, 1965, en Fern-seed and Elephants, 1975), ISBN 9789051943702

### Bloemlezing
- Met reden geloven, ISBN 9043511048

### Dagboek
- Hemelse zaken (The Business of Heaven, ed. Walter Hooper), ISBN 9043509892, verscheen voorjaar 2007

## Films
C.S. Lewis was niet echt een voorstander van het verfilmen van zijn boeken. Hij verwachtte dat de films er te nep uit zouden zien waardoor de 'magie' van de boeken zou verdwijnen. Ook word je dan niet zelf meer aangemoedigd om je eigen fantasie te gebruiken.
De Kronieken van Narnia: Het betoverde land achter de kleerkast is in 2005 verfilmd onder de titel The Chronicles Of Narnia: The Lion, the Witch and the Wardrobe. Disney heeft de verfilming op zich genomen. Ook hebben zij het boek Prins Caspian verfilmd. Deze film ging op 15 mei 2008 in wereldpremière. De reis van het drakenschip is de eerste film in deze serie waarvan Disney de verfilming niet op zich genomen heeft; zij zagen geen toekomst meer in het verfilmen van De kronieken van Narnia. 20th Century Fox zag dit succes nog wel en nam daarom de verantwoordelijkheid voor de verfilming op zich.
Enkele delen van De kronieken van Narnia zijn door de BBC als televisieserie verfilmd en uitgezonden. Hoewel de kwaliteit, mede door de budgetten, veel te wensen over laat ligt de verhaallijn dichter bij de boeken van C.S. Lewis dan de Disney-verfilmingen.
In 1993 is de film Shadowlands uitgebracht. Deze film gaat over het leven van C.S. Lewis, geportretteerd door Anthony Hopkins. Het merendeel van deze film gaat over zijn ontmoeting en leven met Joy Davidman.
In 2008 is er een documentaire uitgebracht, getiteld C.S. Lewis: De schepper van Narnia, die ook over het leven van C.S. Lewis gaat. Hierin vertelt 'Lewis' zelf over zijn leven.

## Enkele opmerkelijke uitspraken van C.S. Lewis
- Iedereen zegt dat vergiffenis een mooi idee is tot er zich iets aandient om te vergeven.
- Er zijn veel, heel veel betere dingen in het vooruitzicht dan de dingen die we achterlaten.
- Ik bekeerde mij niet tot een godsdienst om mezelf gelukkig te maken. Een fles port maakt mij gelukkig. Als je een godsdienst wilt die het je echt aangenaam maakt dan raad ik je het christendom zeker niet aan.
- Als we met een verlangen zitten dat niets of niemand in deze wereld kan bevredigen, dan is de meest waarschijnlijke verklaring dat we voor een andere wereld gemaakt zijn.
- God fluistert in ons plezier, maar schreeuwt in onze pijn.
- Ik geloof in het christendom net zoals ik geloof dat de zon is opgekomen. Niet alleen omdat ik het kan zien, maar omdat het mij in staat stelt om alle andere dingen te zien.
- De enige dingen die we zullen behouden zijn de dingen die we vrijwillig aan God geven. Wat we voor onszelf willen houden is datgene dat we zeker zullen verliezen.
- De Zoon van God werd een mens om het voor mensen mogelijk te maken zonen van God te worden (Johannes 1:12).
- Je zult nooit een goede indruk op andere mensen maken totdat je ermee stopt om na te denken over wat voor indruk je op hen maakt.